# Vavaea amicorum
Vavaea amicorum är en tvåhjärtbladig växtart som beskrevs av George Bentham. Vavaea amicorum ingår i släktet Vavaea och familjen Meliaceae. Inga underarter finns listade i Catalogue of Life.